# 李度勲
李 度勲（イ・ドフン、朝鮮語: 이도훈、1962年 - ）は、大韓民国の外交官。2017年から2020年12月21日まで、韓国外交部韓半島平和交渉本部長（韓半島平和交渉本部長）。6カ国協議韓国首席代表を兼任。

## 外交活動
釜山広域市出身。駐イラン公使、駐セルビア大使、大統領秘書室外交秘書官などを歴任。
2012〜2014年に北朝鮮核問題外交企画団長を務め、2013年に北朝鮮の3回目の核実験以後、対北制裁関連業務を担当した。朴槿恵政権の最後期の外交秘書官として仕事をしており、青瓦台（大統領府）外交安保首席室に在籍した。朴槿恵政権出身者にもかかわらず、北朝鮮核問題の専門的理解を高く評価され、文在寅政権においても再度任用された。

### 訪日
2018年12月、康京和長官とともに訪日。金杉憲治アジア大洋州局長とともに北朝鮮問題に関する日韓・日韓米協力などを協議。

### 2019年2月米朝首脳会談
2019年1月21日、スウェーデンで行われた韓国、アメリカ合衆国（スティーブン・ビーガン北朝鮮担当特別代表）、北朝鮮（崔善姫）による実務者協議に出席。また、2月9日には米朝首脳会談を目前に訪朝して、金革哲と会談したビーガン北朝鮮担当特別代表を韓国に迎えて、日本の金杉憲治も交え実務者協議を実施。さらに月末には、米朝首脳会談が行われるベトナム、ハノイを訪問したが、会談は合意なく終了を迎えたため特段の役割を果たすことはなかった。
2019年3月5日、訪米。ワシントンで首脳会談後の状況についてビーガン特別代表、日本の金杉憲治局長と3カ国協議を行った。また、同月15日、金容吉 東北アジア局長とともに訪韓した金杉憲治と会談。徴用工問題を含めた日韓関係について協議を行った。